# Diphyus latebricola
Diphyus latebricola là một loài tò vò trong họ Ichneumonidae.